# サン・ピエトロ・イン・モントリオ教会

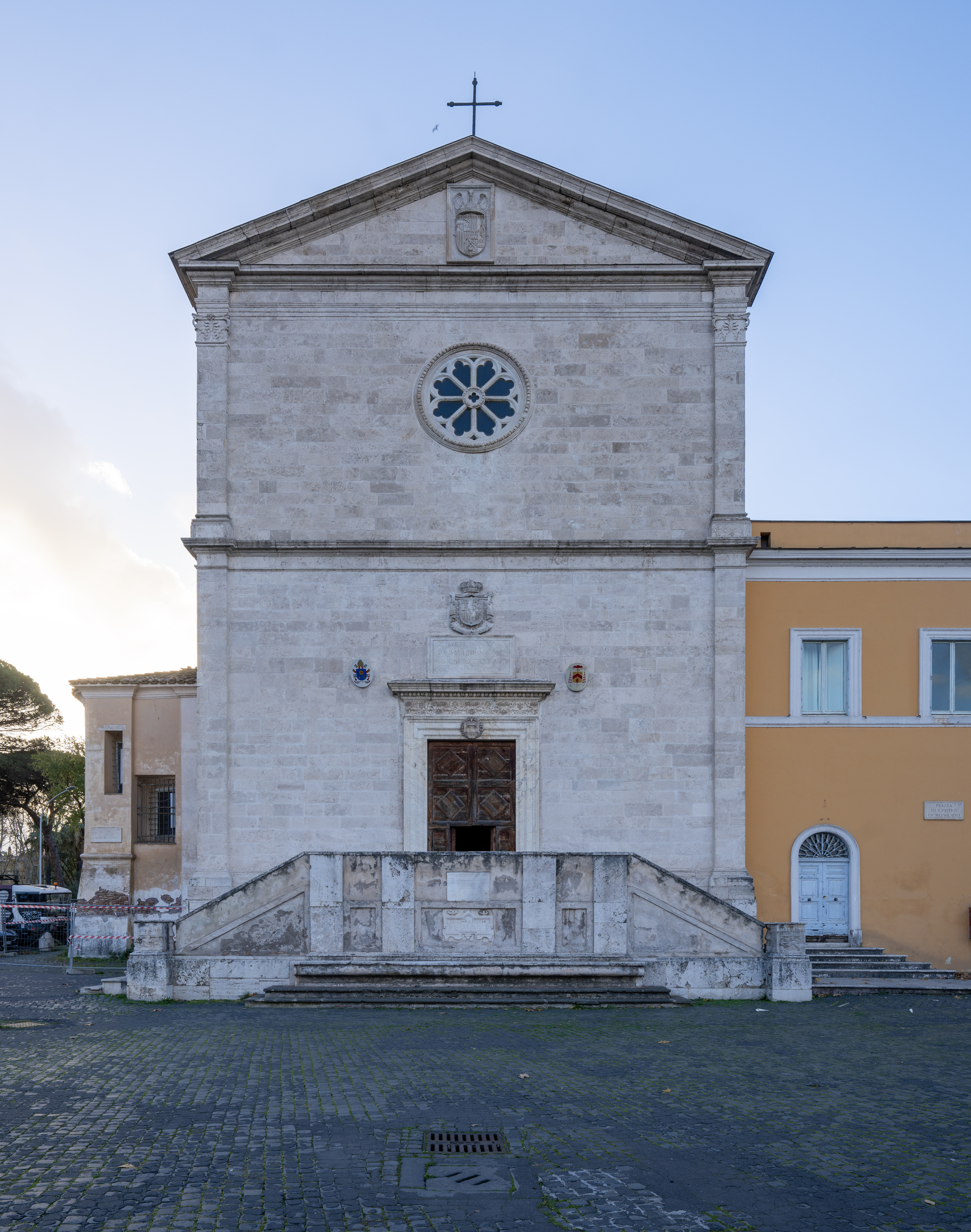
サン・ピエトロ・イン・モントリオ教会正面

サン・ピエトロ・イン・モントリオ教会（San Pietro in Montorio）はローマの教会。その中庭には、ルネサンスの建築家ドナト・ブラマンテが建てた小さなマルティリウム（殉教者記念礼拝堂）のテンピエット（Tempietto）がある。

## 歴史
サン・ピエトロ・イン・モントリオ教会は、ローマのジャニコロの丘に、聖ペトロ（ピエトロ）を祀って、9世紀初頭に建てられた。スペインのフェルナンド2世ならびにイサベル1世の権限で、聖ペテロが十字架にかけられた場所とされた。

## 美術装飾

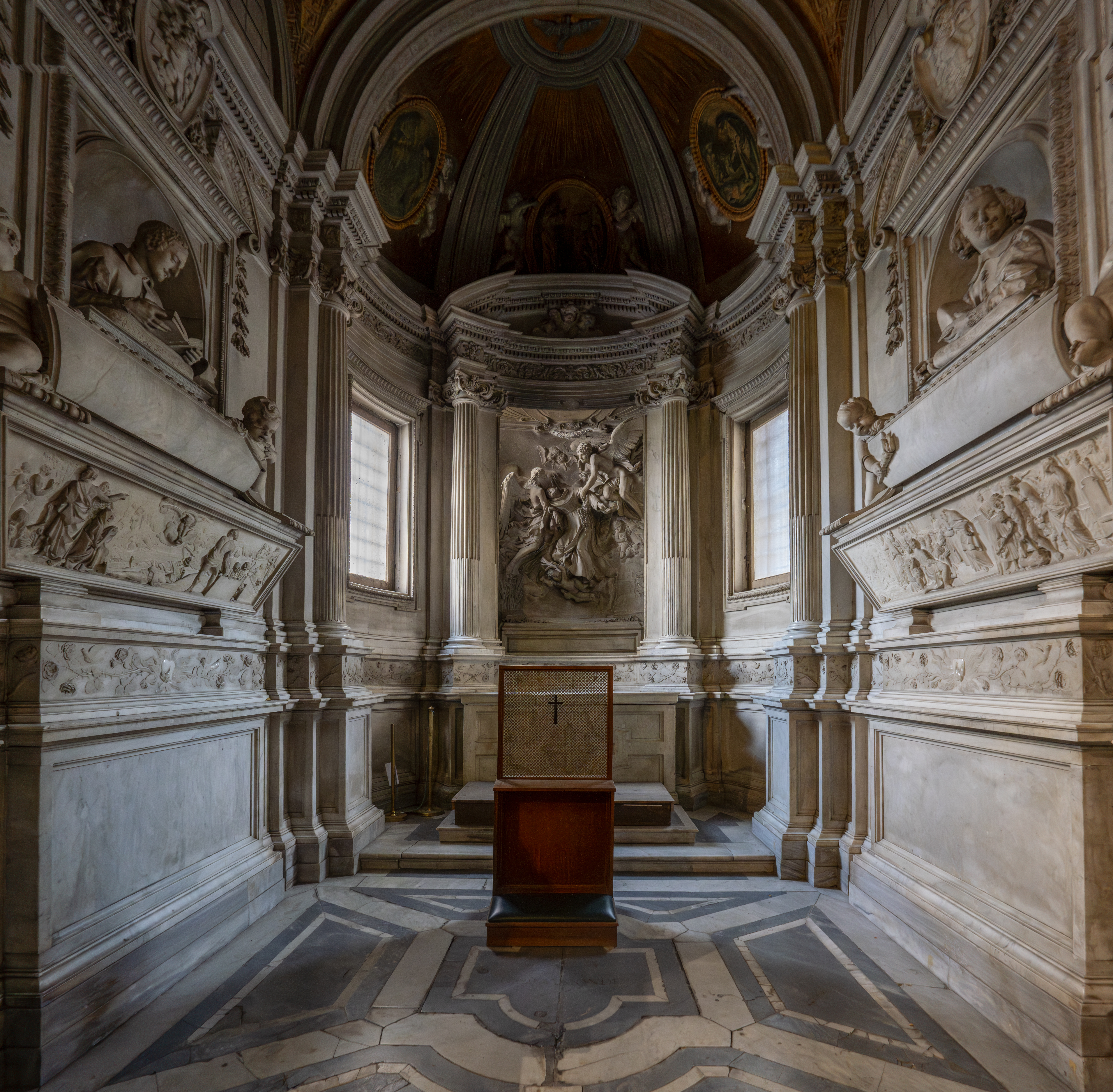
フランチェスコ・バラッタ『聖フランチェスコの法悦』（1640年頃）

サン・ピエトロ・イン・モントリオ教会は、16世紀〜17世紀の巨匠たちの美術作品で装飾されている。
右側の1番目の礼拝堂には、セバスティアーノ・デル・ピオンボの『鞭打ち』と『キリストの変容』（1516年 - 1524年）がある。『鞭打ち』には、セバスティアーノとローマで友人だったミケランジェロの人物素描が組み入れられている。
2番目の礼拝堂には、ポマランチョ（同じ名前を使った画家が他に2人いる）ことニッコロ・クシニャーニのフレスコ画（1654年）をはじめ、ピントゥリッキオ派によるルネサンス期のフレスコ画数点、それにバルダッサーレ・ペルッツィ作と思われる寓意的な巫女（シビラ）と美徳がある。
4番目の礼拝堂の天井のフレスコ画はジョルジョ・ヴァザーリの作である。墓石の目印はないが、その礼拝堂の中か主祭壇の下に、ベアトリーチェ・チェンチ（1599年に虐待する父親を殺害した貴族の娘。シェリーの詩で有名）が埋葬されていると伝えられている。
5番目の礼拝堂の天井にはヴァザーリのもう一つのフレスコ画『聖パウロの改宗』がある。祭壇画はジュリオ・マツォーニが制作したものと思われる。また、インノチェンツォ・チョッキ・デル・モンテ枢機卿とロベルト・ノービリの埋葬碑はバルトロメオ・アンマナーティの作である。
左側の最後の礼拝堂には、ダニエレ・ダ・ヴォルテッラのものと思われる『キリストの洗礼』と、ジュリオ・マツォーニ作の化粧漆喰細工と天井のフレスコ画がある。
1797年までラファエロの最後の傑作『キリストの変容』が主祭壇を飾っていたが、現在はバチカン美術館にある。代わりに、グイド・レーニの『聖ペテロの磔刑』（これも今バチカン美術館にある）をカムッチーニが模写した絵が飾られている。
3番目の礼拝堂には、アントニアッツォ・ロマーノの弟子が描いたフレスコ画『聖アンと聖母子』がある。
ユトレヒト派の中心人物だったドリク・ファン・バブレーンもピエタ礼拝堂のために『埋葬』を描いたが、その絵はカラヴァッジオの『キリストの埋葬』とよく似ている。同じオランダ人のDavid de Heenもバブレーンと一緒にここで仕事をした。『キリストの嘲弄』と『楽園の苦しみ』が二人のうちのどちらか、あるいは共同の作品とされる。
左の2番目の礼拝堂ライモンディ礼拝堂を設計したのはジャン・ロレンツォ・ベルニーニである。そこにはフランチェスコ・バラッタの『聖フランチェスコの法悦』と、アンドレア・ボルジとニッコロ・サーレが手掛けた彫刻がある。

## アイルランド王子の墓
主祭壇には、1607年にイギリス軍に敗れてアイルランドを逃れてきた第2代ティロン伯ヒュー・オニールと、初代ティルコネイル伯ローリー・オドンネル（Rory O'Donnell, 1st Earl of Tyrconnell）の墓がある。
墓は普通に絨毯で覆い隠されている。ヒュー・オニールの墓の敷石の銘はもう長く見ることはできず、もしかすると裏返されたか移動させられたのかも知れない。一方、ローリー・オドンネルの墓の銘は、絨毯をめくれば見ることができ、そこには彼の兄弟たちについての言及がされている。

## テンピエット

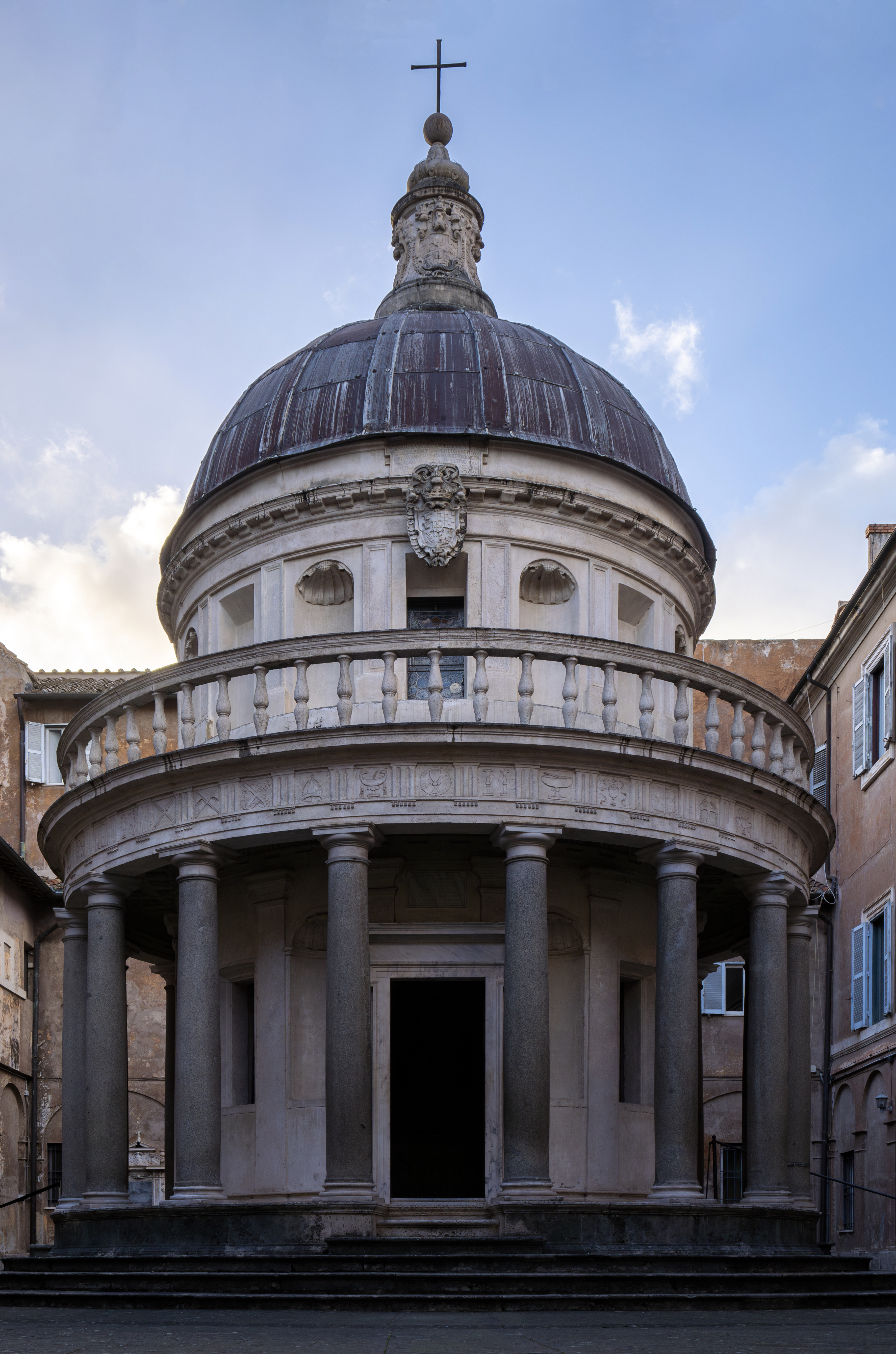
テンピエット

サン・ピエトロ・イン・モントリオ教会の中庭にあるテンピエット（Tempietto）は、1502年頃にドナト・ブラマンテが立てた小さなマルティリウム（殉教者記念礼拝堂）で、盛期ルネサンス建築の最高傑作と言われている。
ブラマンテはミラノで数年を過ごした後、ローマにやってきた。そこでブラマンテはジュリアーノ・デラ・ローヴェレ枢機卿（すぐにローマ教皇ユリウス2世になる）に認められ、依頼された最初の仕事がこのテンピエットだった。聖ペテロの殉教の地と伝えられる場所に建てられたこの建物は、ルネサンス建築の中でも最も調和の取れたものの一つである。
シンプルで当たり前のように見えるが、これはテンピエットがその後のあらゆるドームの基本になったからである。アメリカの国会議事堂、ロンドンのセント・ポール大聖堂、ローマのサン・ピエトロ大聖堂などもテンピエットを参考にして建設されたといわれる。
ルネサンスからバロックに移り変わるローマで、この建物が16世紀に突如として現れたことを、今の感覚で理解するのはなかなか難しい。ほとんどが彫刻で、建築学はあまり使われていない。小規模にもかかわらず、古代ローマ建築の荘厳さと精密さがすみずみまでマッチしている。完璧なプロポーション。古代のマルケッルス劇場を基にした、スマートなドーリア式の16本の柱とエンタブラチュア（柱頭の上の水平部）、そして円屋根。セバスティアーノ・セルリオの『建築第三書』によると、ブラマンテは最初、中庭に柱廊を作る計画だったが、それは実現しなかったらしい。